# Nino Salukvadze
Nino Salukvadze (n. 1 februarie 1969, Tbilisi, Republica Sovietică Socialistă Gruzină, URSS) este o trăgătoare de tir ce a reprezentat Uniunea Republicilor Sovietice Socialiste, medaliată olimpică. A participat la 9 ediții ale Jocurilor Olimpice (1988, 1992, 1996, 2000, 2004, 2008, 2012, 2016, 2020) în care a câștigat o medalie de aur, o medalie de argint și o medalie de bronz.